# 葉照 (嘉靖癸未進士)
葉照（1496年—1565年），字景陽（一字景暘），號寅斋，浙江宁波府慈谿縣人，明朝政治人物。

## 生平
正德八年（1513年）浙江鄉試第八十二名舉人，年二十八歲中式嘉靖二年（1523年）癸未科會試第三百九十四名，第三甲第一百十六名進士。授石埭知县，调补新建县，七年正月选授贵州道試御史，巡视南直隶庐州凤阳等处，再巡按河南。正德十三年（1518年），升广东副使、巡视海道，历升广西右参政、按察使、右布政使，二十二年升山东左布政使，二十五年四月升都察院右副都御史、抚治郧阳，二十六年三月以言官论列，引疾致仕。家居十八年卒。

## 著作
所著有《江北题稿》、《中州奏议》、《东方政议》、《郧台奏议》、《用拙稿》、《羹墙录》、《沟盈集》。

## 家族
曾祖葉銘。祖父葉綱。父葉林。母张氏。重庆下。弟煦、魚、熊、焘、點。